# Batalla del cap de l'Artaqui
La batalla del cap de l'Artaqui o batalla del riu Cízic es va lliurar l'octubre de 1303 a la península d'Anatòlia, prop del cap de l'Artaqui, i va enfrontar la Companyia Catalana d'Orient, que servia l'emperador Andrònic II Paleòleg, contra les tropes turques de l'Emirat dels karàsides. Més que una batalla, però, es tractà d'una massacre: les tropes turques que assetjaven el Cap de l'Artaqui, ignorants que la Companyia Catalana d'Orient hi havia desembarcat el dia anterior, havien establert un campament amb les seves famílies a unes llegües de distància, prop del riu Cízic. Els exploradors almogàvers localitzaren el campament i durant la nit les tropes de la companyia sortiren del Cap de l'Artaqui i prengueren posicions, rodejant totalment el campament turc sense deixar cap sortida possible. De matinada, i amb els turcs totalment desprevinguts, es llençaren a l'assalt del campament i, seguint les ordres de Roger de Flor, tots els homes turcs majors de 10 anys foren exterminats; les dones i els infants foren capturats i sotmesos a l'esclavitud.

## Antecedents
Les tribus turques, no havent trobat cap resistència després de la batalla de Bafeu (27 de juliol del 1302), havien prosseguit els seus avenços fins al Bòsfor i havien reduït les poblacions romanes d'Orient d'Anatòlia a l'esclavatge. Per la seva part, l'ofensiva llençada per Miquel IX Paleòleg, fill de l'emperador romà d'Orient Andrònic II Paleòleg, entre el 1302 i el 1303, havia resultat en un fracàs total i havia culminat en la deserció en massa dels mercenaris alans de Gírgon. Per fer front a tan desesperada situació, l'emperador romà d'Orient Andrònic II Paleòleg contractà els serveis de la Companyia Catalana d'Orient, que arribà a Constantinoble el setembre del 1303.
L'arribada d'aquest nou contingent mercenari català i aragonès provocà una convulsió en l'equilibri d'interessos i de poder que sostenien l'Imperi Romà d'Orient, en especial entre els genovesos, que veieren l'arribada de la Companyia Catalana d'Orient com una intromissió de la Casa d'Aragó en l'àrea d'influència de la República de Gènova: la Mediterrània oriental i l'Imperi Romà d'Orient. Aquesta tensió esclatà ràpidament, quan pocs dies després de l'arribada de la companyia i tot just quan se celebrava el festeig per les noces de Roger de Flor amb la neboda d'Andrònic, es produí la Massacre dels genovesos protagonitzada pels almogàvers de la Companyia Catalana d'Orient. L'emperador romà d'Orient, tement que l'arribada de la companyia acabés provocant un conflicte intern encara més greu dins de l'Imperi Romà d'Orient, envià ràpidament la companyia cap al front de guerra per combatre contra els turcs oghuz. El seu primer destí militar fou el Cap de l'Artaqui, que estava sota l'atac dels turcs de l'Emirat de Karesi.

## Camp de batalla
El cap de l'Artaqui és un petit cap situat prop de les runes de l'antiga ciutat hel·lènica de Cízic. La seva estratègica situació en feia un excel·lent cap de pont per endegar incursions sobre Anatòlia i alleugerir la pressió sobre la capital de l'Imperi Romà d'Orient, Constantinoble. Sabedors d'aquests fet, els turcs oghuz s'havien marcat com a objectiu la captura del cap de l'Artaqui abans d'emprendre cap acció d'envergadura sobre Constantinoble. Els romans d'Orient havien concentrat gran quantitat d'efectius per defensar el cap, unit a la terra ferma per un petit istme de no més de mitja milla de longitud i defensat per un mur (les restes del mur encara són visibles en imatges per satèl·lit).
Tot i això, després de les fracassades campanyes de 1302 i 1303, els romans d'Orient s'havien limitat a defensar la posició sense atrevir-se a llançar cap operació ofensiva. En aquesta situació, l'octubre del 1303, la companyia desembarcà al cap de l'Artaqui rellevant les tropes de Xor Miquel, el fill de l'emperador Andrònic. Aquest, tot i comptar amb gran quantitat d'efectius, s'havia limitat a resistir darrere del mur l'atac que les tropes turques havien llançat aquell mateix dia, mentre esperava poder sortir d'allí tot just quan arribés la companyia. Informada del recent atac, la companyia desembarcà ràpidament i s'enviaren exploradors per tal de cercar on es trobaven les tropes turques. Els exploradors retornaren i informaren que havien localitzat el campament dels turcs terra endins, a unes dues llegües de distància del Cap de l'Artaqui, situat entre dos rius.

## Batalla
Roger de Flor, veient l'oportunitat d'agafar les tropes turques desprevingudes es decidí a passar a l'ofensiva sense més dilacions; arengà les tropes exhortant-les a atacar sense contemplacions els musulmans per tal d'assolit reputació i glòria al camp de batalla. Les ordres de Roger de Flor foren expeditives: durant l'atac no s'havia de tenir pietat i s'havien de matar tots els turcs excepte els infants, amb la intenció de causar el terror entre les tropes musulmanes.
Durant la nit, les tropes de la companyia sortiren del Cap de l'Artaqui. A l'avantguarda de la columna hi formà la cavalleria, amb el megaduc Roger de Flor i el gran arcont romà d'Orient Marules com a capitans, guiats per dos estendards: el de l'emperador Andrònic i el mateix estendard de Roger de Flor com a megaduc. Seguia la columna la infanteria almogàver comandada per Corberan d'Alet, senescal de la companyia. Els almogàvers, però, duien dos estendards propis situats al front de la formació (normalment se situaven al mig d'aquesta); l'un amb l'escut d'armes del rei d'Aragó i l'altre l'escut d'armes del rei de Sicília, ja que entre les condicions que aragonesos i catalans havien proposat a l'emperador hi figurava la llicència de ser guiats per les armes heràldiques dels seus sobirans; al·legaven que allí on arribessin les armes almogàvers hi havia d'arribar l'autoritat dels seus sobirans, i perquè sentien que l'estendard del rei d'Aragó era invencible al camp de batalla.
La Companyia arribà al campament turc sense ser detectada, perquè els turcs, creient-se en territori segur i confiats en el fet que els romans d'Orient mai no els havien atacat, havien negligit la vigilància del campament i no havien apostat sentinelles de vigilància. Immediatament es prengueren posicions, rodejant totalment el campament turc sense deixar cap sortida possible. A l'albada, i amb els turcs encara dormint a les seves tendes, la cavalleria dirigida per Roger de Flor i el gran arcont romà d'Orient Marules es llançà a l'assalt. Tot seguit passaren a l'atac els almogàvers, que de manera sanguinària tancaren la trampa que s'havia bastit sobre el campament. Els turcs foren incapaços de reaccionar i tota resistència fou inútil: desorganitzats i presos del pànic, abandonaren tota confrontació i provaren d'escapar amb les seves dones i els seus fills, però acabaren degollats i trossejats pels almogàvers.

## Conseqüències
La massacre dels turcs oghuz deixà al camp de batalla 13.000 morts (3.000 de a cavall i 10.000 de peu); gran quantitat de dones i d'infants foren capturats i sotmesos a l'esclavitud. El botí recapturat als turcs fou molt elevat, perquè l'havien acumulat després de diversos mesos de rapinya sobre les ciutats romanes d'Orient. S'enviaren missatgers a Constantinoble per informar de la victòria aconseguida i fins a quatre galeres plenes d'esclaus i esclaves per l'emperador Andrònic II Paleòleg i el seu fill Miquel IX Paleòleg; així mateix s'enviaren gran quantitat de joies per Maria de Bulgària, muller de Roger de Flor, així com per a l'emperadriu Violant de Montferrat, muller de l'emperador Andrònic II Paleòleg i descendent del rei Jaume I el Conqueridor.
Aquesta macabra operació d'extermini tenia com a objectiu estendre el terror entre els turcs, tant per provocar l'aturada de l'ofensiva que sostenien contra Constantinoble com per deixar clar que els termes de la guerra havien canviat amb l'arribada d'aragonesos i catalans. Per contra, la victòria aconseguida per la Companyia provocà una reacció adversa entre la noblesa romana d'Orient, que veia com una humiliació que uns pocs mercenaris estrangers haguessin aconseguit en pocs dies allò que ells no havien aconseguit en diversos anys. El pes polític de Roger de Flor dins de l'estructura de poder de l'Imperi Romà d'Orient augmentava encara més, en detriment de la figura del fill de l'emperador, Miquel IX Paleòleg. Tampoc els genovesos s'alegraren de la victòria de la Companyia, tot i que en aquesta ocasió s'abstingueren de mostrar en públic el seu descontentament.
Un cop aturada l'ofensiva turca sobre el Cap de l'Artaqui, el següent objectiu militar de la Companyia era el d'alliberar l'assetjada ciutat de Filadelfia, situada a l'interior d'Anatòlia. No obstant això, Roger de Flor no s'encegà per la contundent victòria aconseguida, sinó que envià exploradors per tal que reconeguessin un territori que encara resultava desconegut per als almogàvers. Seguidament manà reforçar les posicions defensives del campament base establert al Cap de l'Artaqui, en prevenció d'un possible contraatac turc. Un cop finalitzades totes aquestes operacions militars els exploradors informaren de la crescuda dels rius i la impossibilitat de travessar-los amb facilitat; també reportaren la presència de diversos contingents turcs aparellats per llançar emboscades. Davant d'aquesta situació i donada l'estació de l'any en què es trobaven, novembre del 1303, Roger de Flor decidí posposar la marxa sobre Filadelfia per la campanya de l'any següent i ordenà a les tropes que es disposessin a eixhivernar al Cap de l'Artaqui, una posició que comptava amb bones defenses i un flux continuat de subministraments.